# Дерек Чісора
Дерек Чісора (англ. Dereck Chisora, нар. 29 грудня 1983, Зімбабве) — професійний британський боксер-важковаговик. Проживає у Фінчлі, Лондон.

## Біографія
Дерек Чісора народився в Зімбабве у передмісті Хараре. У віці 16 років Дерек Чісора з сім'єю переїхав до Великої Британії.

## Любительська кар'єра
У Чісори була успішна любительська кар'єра: він провів близько 20 боїв, виграв золото на турнірі Чотирьох Націй і переміг на 119-му Національному чемпіонаті Аматорської боксерської асоціації Англії у грудні 2005 року.

## Професійна кар'єра
Чісора став професіоналом 17 лютого 2007 року, здобувши перемогу у другому раунді технічним нокаутом проти Іштвана Кешкеша.
Після ще трьох перемог, він зіткнувся з жорстким випробуванням у своїй кар'єрі, проти іншого британського важковаговика Сема Секстона. Чісора виграв бій, нокаутувавши Секстона в останні 30 секунд фінального раунду. Чісора після перемоги над Секстоном, переміг американця Шона Макліна в Grosvenor House в Мейфері, після чого в 3 раунді нокаутував досвідченого Лі Свобі на арені Йорк-Хола в Лондоні. Чісора закінчив рік перемогою над Нілом Сімпсоном.
9 жовтня 2009 року Чісора на Йорк-Хол Арені здобув перемогу технічним нокаутом у третьому раунді над Зурабом Ноніашвілі. 15 травня 2010 Чісора виграв титул чемпіона Великої Британії (BBBofC) у важкій вазі після перемоги над Дені Вільямсом у другому раунді. 18 вересня Дерек вдруге переміг Сема Секстона, який встиг завоювати титул чемпіона Співдружності, нокаутом в 9-му раунді, об'єднавши титули чемпіона Великої Британії та Співдружності.
Чісора планував зустрітись в бою з чемпіоном IBF, IBO, WBO у важкій вазі Володимиром Кличком 11 грудня 2010 року, але бій скасували через травму українця.
23 липня 2011 Дерек Чісора у ранзі фаворита провів на Вемблі Арені 12-раундовий бій проти Тайсона Ф'юрі та програв за очками одностайним рішенням суддів, втративши титули чемпіона Великої Британії та Співдружності.
3 грудня 2011 року Чісора зазнав другої поразки, програвши розділеним рішенням в бою за титули інтерконтинентального чемпіона за версіями WBA та WBO і вакантний титул чемпіона Європи за версією EBU фінському боксеру Роберту Геленіусу.
18 лютого 2012 Дерек Чісора програв у Мюнхені 12-раундовий бій за титул чемпіона світу у важкій ваговій категорії за версією WBC Віталію Кличкові.

### 18 лютого 2012 року.Віталій Кличко — Дерек Чісора
|                   |                                                                                           |
| Суперник:         | Віталій Кличко                                                                            |
| Місце проведення: | Стадіон в Olympiahalle, Мюнхен, Німеччина                                                 |
| Результат:        | Перемога Кличка одноголосним рішенням суддів в 12-и раундовому бою                        |
| Статус:           | Чемпіонський бій за титул World Boxing Council у важкій вазі (8-ий захист Віталія Кличка) |
| Рефері:           | Ґуідо Каваллері                                                                           |
| Рахунок суддів:   | Робін Долфір: (110-118); Бела Флоріан: (110-118); Едді Паппо: (111-119)                   |
| Трансляція:       | RTL Television                                                                            |

У лютому 2012 року відбувся бій Віталія Кличка проти Дерека Чісори. Весь час до бою Чісора намагався спровокувати бійку із Кличком: спочатку дав ляпаса на зважуванні, потім перед боєм плюнув в обличчя Володимирові Кличку. 
Бій вийшов достатньо важким для Віталія, попри передматчеві шапкозакидацькі настрої публіки. Хоч і з першого раунду боксер не давав спокою Дереку; але у 8 раунді стало помітно, що Віталій сильно втомився. Чісора ж, що на дванадцять років молодший, намагався пресингувати Віталія, але прагнення до легкої перемоги вимотали і його. Вже до кінця дев'ятого раунду натиск Дерека сильно зменшився. Водночас Кличко продовжував завдавати поодинокі, неакцентовані та точні удари, що і дало закономірний результат — перемогу за очками. Незважаючи на перемогу, багато оглядачів відзначили, що до 40 років Віталій помітно розгубив швидкість, витривалість і силу удару, що, крім травми, стало причиною такого запеклого бою з не найсильнішим з претендентів .

### Конфлікт з Девідом Хеєм
На пресконференції, присвяченій результатам бою, Чісора вступив в словесну перепалку, яка перейшла в бійку з Девідом Хеєм. Фігуранти скандалу взаємно викликали один одного на бій, а Чісора, серед іншого, погрожував «пристрелити» Хея. Серед потерпілих опинився тренер Хея — Адам Бут. Він отримав розсічення голови від удару штативом для фотоапарата, яким Хей намагався вдарити тренера Чісори.
Наступного ранку, при спробі вилетіти з країни, Чісора і його тренер були затримані німецькою поліцією в аеропорті Мюнхена, до з'ясування всіх обставин скандалу напередодні. Серед іншого, Чісорі загрожувало звинувачення у серйозному злочині кримінального законодавства Німеччини — загроза вбивством. Через кілька годин обидва були відпущені без пред'явлення звинувачень. Хея також планували затримати, однак він встиг покинути Німеччину
В той же день Віталій Кличко розмістив на своєму сайті відкритий лист адресований боксерській громадськості, в якому обурився неприпустимими витівками Чісори до і після бою, його наміром «особисто звести рахунки» з Хеєм, і закликав боксерську організацію, ЗМІ, провідних боксерів і їх фанів не допустити подібної поведінки в майбутньому. Чісора, у відповідь, також розмістив офіційну заяву, в якій заявив, що він і його команда, і його сім'я «щиро жалкують» і «глибоко збентежені» з приводу того, що сталося.
- Британська комісія з питань боксу (BBBofC) призначила на 14 березня 2012 року позачергове засідання на якому розглядала поведінку Чісори. Йому загрожував грошовий штраф і/або (тимчасове) зупинення дії боксерської ліцензії.[9]

- 28 лютого WBC оголосила, що накладе санкції відносно Чісори: накладе грошовий штраф, виключить з рейтингу, а також заборонить проводити титульні бої WBC[10].

- 1 березня слідом за WBC, боксерська організація WBO також виключила Чісору зі своїх рейтингів.[11].

- 15 березня Чісора був позбавлений боксерської ліцензії[12].

- У травні Чісора відновив боксерську ліцензію через федерацію боксу Люксембурга.[13]

### Поєдинок з Девідом Хеєм
14 липня 2012 На стадіоні Болейн Граунд в Лондоні, при повному аншлагу вийшли двоє відомих боксерів-скандалістів. Бій почався дуже видовищно. Різниця в габаритах вражала, але ще більше вражала різниця у швидкості. Чісора, немов гора, повільно насувався на Хея, насувався й отримував у відповідь. Хей боксував у своїй стандартній манері: руки внизу, відмінний рух по діагоналі, відходи. Попри активність Дерека, перший раунд за Хеєм: 9-10. Другий раунд почався ще активніше з боку Чісори, але Хей був ще переконливішим. Кінцівка третього раунду вийшла з дуже переконливою атакою Дерека. Раунд насичений великим обміном ударів. У четвертому раунді ситуація знову змінилася на користь Хеймейкера. Впевнене лідирування Девіда за очками було очевидним. П'ятий раунд почався з клінчів. Але численні удари, пропущені Чісорою, почали позначатися. Хей провів потужну серію і відправив Дерека в нокдаун. Чісора зумів піднятися, але за 12 секунд до закінчення раунду сильною комбінацією Хей знову відправив Дерека Чісору в нокаут. Чісора зміг піднятися на рахунок 9, але Луїс Пабон, дивлячись в очі  Дерека, припинив поєдинок. Хей впевнено переміг нокаутом. Після бою негативна атмосфера між боксерами пройшла, і Хей в інтерв'ю сказав, що здивується, якщо Віталій Кличко погодиться вийти з ним на поєдинок, враховуючи його ефектну перемогу над таким сильним суперником. Девід Хей став першим боксером, хто зумів відправити Чісору на настил рингу. Даний бій не був визнаний офіційно більшістю організацій світового боксу так і Великою Британією, і не був вписаним до послужного списку боксерів на boxrec, проте пізніше поєдинок включили в офіційну статистику боїв.
У листопаді 2012 року в мережу потрапила інформація про завершення спортивної кар'єри Чісори. Дерек спростував чутки.
12 січня 2013 подав прохання про отримання боксерської ліцензії у Великій Британії.
12 березня 2013 Чісорі повернули британську ліцензію.
20 квітня 2013 в невидовищному поєдинку Чісора нокаутував маловідомого аргентинського боксера Гектора Авілі.

### Завоювання титулу чемпіона Європи
Європейський боксерський союз EBU призначив бій між Дереком Чісорою (17-4, 11 KOs) і Денисом Бойцовим (33-0, 26 KOs) за залишений недавно Кубратом Пулєвим титул чемпіона Європи у важкій вазі. Бій був запланований на 21 вересня. Бойцов відмовився від бою, посилаючись на малий час для підготовки, і заміна була знайдена в особі німця Едмунда Гербера. Чісора нокаутував Гербера в 5-му раунді бою, що пройшов у силовій манері на ближній дистанції, і завоював титул чемпіона Європи за версією EBU.
На 30 листопада 2013 був призначений наступний бій. Спочатку суперником Чісори мав стати швейцарець Арнольд Джерджай, але домовленість не була досягнута. Згодом суперником Чісори був названий італієць Маттео Модуньо, але і він відмовився від бою через травму. У підсумку контракт на бій за титули інтернаціонального чемпіона за версіями WBA та WBO підписав чех Ондрей Пала. Чісора виграв технічним нокаутом (зупинка бою рефері), але рішення знову, як і в бою з Маліком Скоттом, було спірним; зокрема, рефері проігнорував нанесений Чісорою удар по потилиці суперника.
15 лютого 2014 року Дерек Чісора захистив титули в бою проти Кевіна Джонсона.
Після перемоги над Джонсоном 29 листопада 2014 року Дерек Чісора провів другий бій проти Тайсона Ф'юрі за право зустрічі з чемпіоном IBF, WBA, IBO, WBO у важкій вазі Володимиром Кличком. Чісора нічого не зміг вдіяти проти рухливого та габаритного суперника, і його зняли з поєдинку в десятому раунді.
Протягом 2015 — початку 2016 років Чісора боксував з маловідомими боксерами, здобувши п'ять перемог.
7 травня 2017 року він вийшов на бій за вакантний титул чемпіона Європи за версією EBU проти болгарина Кубрата Пулєва і зазнав поразки розділеним рішенням.
10 грудня 2016 року відбулося цікаве протистояння Дерека Чісори проти британця Ділліана Вайта, і знов Чісора, хоч і видав хороший бій, програв розділеним рішенням.
4 листопада 2017 року Чісора знов спробував завоювати титул чемпіона Європи за версією EBU і програв рішенням більшості німцю Агіту Кабаєлу, не зумівши протидіяти швидкому супернику і зазнавши восьмої поразки.

### Дерек Чісора проти Карлоса Такама
28 липня 2018 року в андеркарті поєдинку Ділліан Вайт — Джозеф Паркер Чісора зустрівся в бою за вакантний титул інтернаціонального чемпіона за версією WBA з французом камерунського походження Карлосом Такамом. Більшу частину поєдинку Такам мав кращий вигляд, викидаючи серії ударів, але несподівано в майже програному бою у восьмому раунді Чісора пробив хук справа, і француз опинився в нокдауні. Такам піднявся до закінчення відліку, але вже в наступній атаці Чісори опинився в нокауті.
Відразу після своєї перемоги Дерек Чісора оголосив, що хоче наступним суперником переможця бою Вайт — Паркер.

### Дерек Чісора проти Ділліана Вайта (II)
22 грудня 2018 року відбувся другий бій між Дереком Чісорою та Ділліаном Вайтом. Видовищний та рівний поєдинок закінчився в одинадцятому раунді, коли удар Чісори не досяг мети, а миттєвий лівий хук Вайта у відповідь звалив Чісору на настил рингу.
Вайт захистив другорядні титули WBC Silver та WBO International, а Чісора втратив нагоду отримати бій з чемпіоном світу IBF, IBO, WBA та WBO Ентоні Джошуа.

### Дерек Чісора проти Олександра Усика
На початку 2020 року стало відомо, що Дерек Чісора стане наступним суперником українця Олександра Усика. Бій мав відбутися 23 травня у Лондоні, але через пандемію коронавірусної хвороби він був перенесений і врешті відбувся таки в Лондоні на «Вемблі Арені» 31 жовтня.
Дерек з перших секунд бою намагався тиснути на Усика, але той, змушений захищатися, показав хорошу рухливість, ухиляючись від ударів Чісори. З плином часу бою Чісора діяв все повільніше, а Усик все агресивніше, демонструючи точність ударів. Одностайним рішенням суддів перемогу здобув Олександр Усик.

## Скандали поза рингом
У листопаді 2010-го Чісору засудили за напад на свою подругу через знайдені в її телефоні повідомлення від невідомого чоловіка. Чісору засудили до 12 тижнів тюремного ув'язнення з відстрочкою на два роки, штрафу на загальну суму у 2000 фунтів і 150 годин громадських робіт.

## Цікаві факти
29.01.2025 року Олександр Усик назвав Дерека Чісору найнебезпечнішим суперником у своїй кар'єрі, попри те, що найважчим боєм було протистояння з Тайсоном Ф'юрі.